# نومانويس
نومانويس هو فيلسوف يوناني سوري الأصل من مواليد أفاميا من القرن الثاني للميلاد.
كان فيثاغوريا محدثا ورائدا أيضا للأفلاطونية المحدثة، وعليه قرأ أفلوطين.